# British Aerospace Jetstream
British Aerospace Jetstream (Jetstream 31/32) — лёгкий двухмоторный турбовинтовой пассажирский самолёт, разработанный и производившийся британской авиастроительной корпорацией British Aerospace. Является модернизированной моделью самолёта Jetstream 1, выпускавшегося компанией Handley Page.

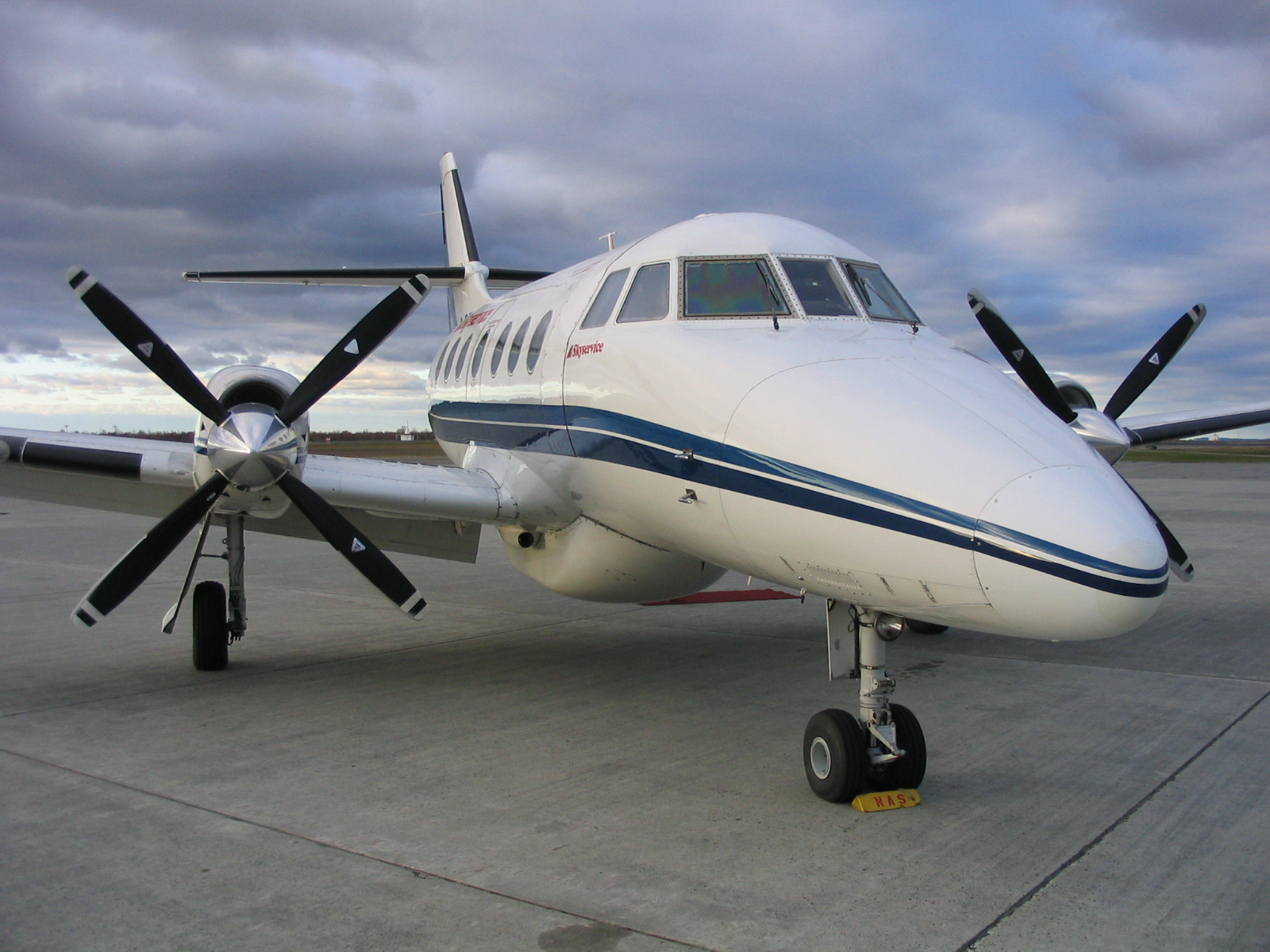
Jetstream 31 (Сэдбери, Канада)

## История создания
После банкротства британской авиастроительной компании Handley Page права на её патенты и выпуск самолётов перешли к Scottish Aviation, которая в 1978 году вошла в состав национальной корпорации British Aerospace (ныне BAE Systems). 5 декабря того же года BAE приняла решение провести модернизацию модели 19-местного турбовинтового лайнера HP.137 «Jetstream», выпускавшегося с середины 1968 по 1969 годы. Новый проект получил рабочее название «Mark 3 Jetstream».
Предсерийный самолёт «Jetstream 31» с необорудованной кабиной впервые поднялся в воздух 28 марта 1980 года. Машина была оснащена более мощными турбовинтовыми двигателями Garrett ТРЕЗЗ1 (760 кВт при термодинамическом пределе в 820 кВт) с увеличенным интервалом капитального ремонта по сравнению с прежними двигателями компании «Turbomeca Astazou». Первый серийный экземпляр модели был выпущен 25 января 1982 года и совершил первый полёт 18 марта того же года. 29 июня 1982 года Jetstream 31 был сертифицирован в Великобритании, а в ноябре месяце получил сертификат и в Соединённых Штатах Америки.
К 1993 году было произведено 386 самолётов серии Jetstream, включая 161 лайнер Jetstream Super 31 с 14-местными пассажирскими салонами. Super 31 известен также, как Jetstream 32 или Jetstream 32EP и отличается от базовой модели большим по размеру багажным отсеком и более мощными двигателями TPE331-12 (по 1020 л. с. каждый).
Из 386 выпущенных самолётов Jetstream к декабрю 2008 года в эксплуатации оставалось 128 машин. Основными операторами серии к концу 2008 года являлись авиакомпании Pascan Aviation (11 ед.), Direktflyg (7 ед.), Vincent Aviation (4 ед.), Jet Air (4 ед.), Blue Islands (4 ед.), Sun Air of Scandinavia (3 ед.) и AIS Airlines (3 ед.). Более 40 других авиакомпаний имели в своих парках один или два самолёта данной серии.
В июле 2008 года несколько авиастроительных компаний во главе с BAE Systems провели ряд испытаний со специально оборудованным самолётом Jetstream 31 (регистрационный G-BWWW), в ходе которых лайнер совершил полётов в общей сложности на расстояние 1290 километров без какого-либо вмешательства человека в управление самолётом.

### ВариантыJetstream
- Jetstream 31 — самолёт для местных авиалиний вместимостью 18 или 19 пассажиров
- Jetstream 31 Corporate — самолёт для бизнес-авиации, пассажирские салоны на 8 и 10 мест
- Jetstream 31EP — 31-я модель с более мощными двигателями
- Jetstream 31EZ — оснащён РЛС кругового обзора, выпускался для целей морского патрулирования государственных границ
- Jetstream Executive Shuttle — самолёт бизнес-авиации с 12-местным пассажирским салоном
- Jetstream 31 Special — самолёты для выполнения специфических задач (санитарная авиация, калибровка радионавигационных систем аэропортов, перевозка срочных и особо опасных грузов, тренировочным полёты пилотов и др.)
- Jetstream 32EP — 31-я модель с более мощными двигателями, багажным отсеком большей вместимости и пассажирским салоном на 19 мест
- Jetstream QC (Quick Change) — самолёт с быстро переоборудуемым салоном (из пассажирского в грузовой и обратно)
- Jetstream 41 — лайнер с пассажирским салоном на 29 мест.

## Технические характеристики (Jetstream 31)
Источник Jane's All the World's Aircraft, 1988–1989
Основные характеристики
- Экипаж: 2
- Пассажиры: 19 пассажиров
- Длина: 47 фт 1¾ д (14,37 м)
- Размах крыла: 52 фт 0 д (15,85 м)
- Высота: 17 фт 5½ д (5,32 м)
- Площадь крыла: 271 фт² (25,2 м²)
- Профиль крыла: NACA 63A418/NACA 63A412
- Масса пустого: 9613 фунтов (4360 кг)
- Максимальная взлётная масса: 15 332 фунтов (6950 кг)
- Двигательная установка: 2× Garrett TPE331-10UG турбовинтовой, 940 л. с. (701 кВт)  каждый

 Лётные характеристики 
- Максимальная скорость: 263 уз (303 миль/ч, 488 км/ч)
- Крейсерская скорость: 230 уз (264 миль/ч, 426 км/ч)
- Скорость сваливания: 86 уз (99 миль/ч, 159 км/ч)
- Практическая дальность: 680 морских миль (783 миль, 1260 км)
- Практический потолок: 25 000 фт (7620 м)
- Скороподъёмность: 2080 фт/мин (10,6 м/с)
- Нагрузка на крыло: 56,6 фунтов/фт² (276 кг/м²)
- Тяговооружённость: 0,123 л. с./фунтов (0,201 кВт/кг)

## Эксплуатанты

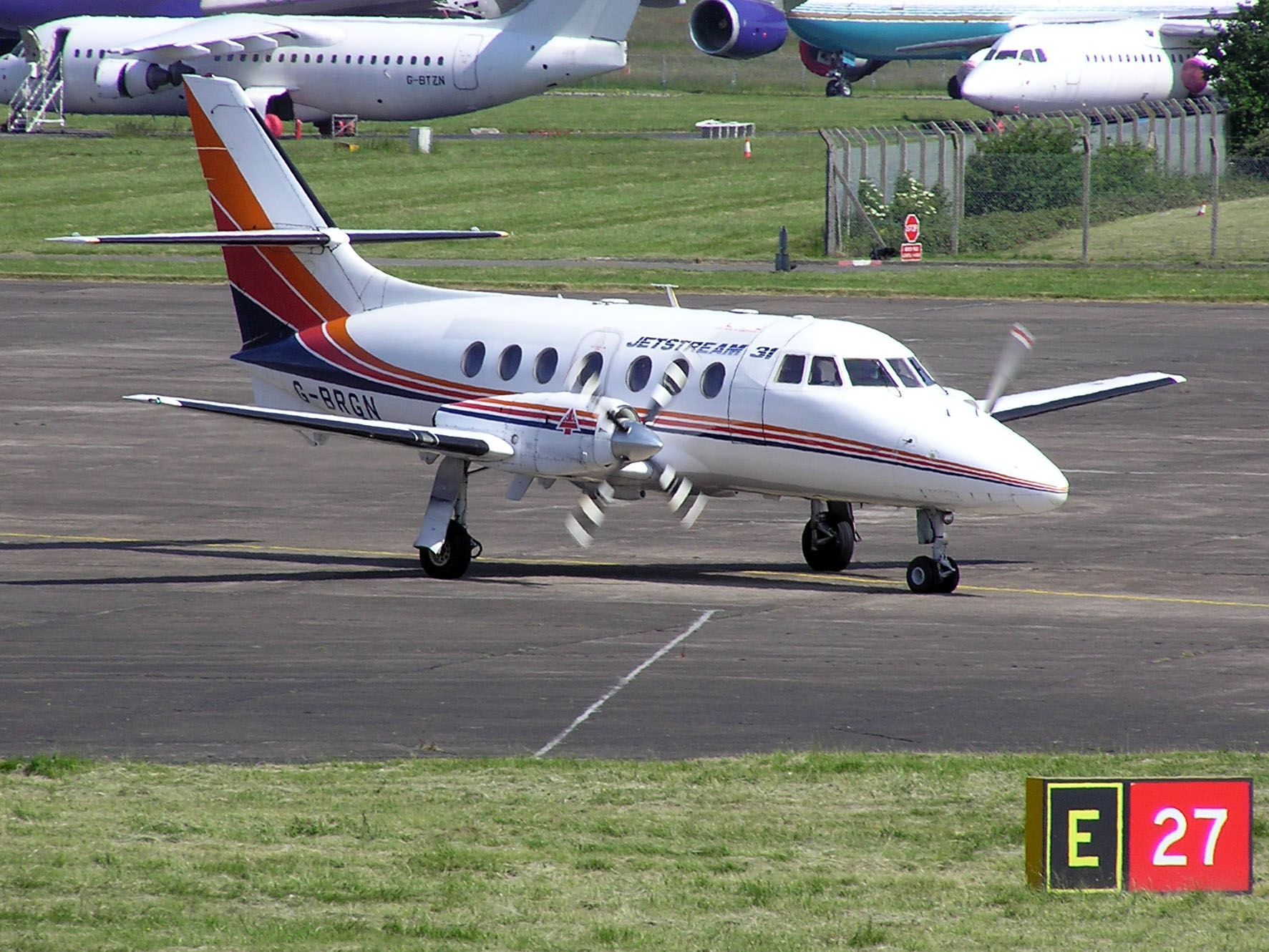
Jetstream 31 Крэнфилдского университета на аэродроме Филтон (2005 год)

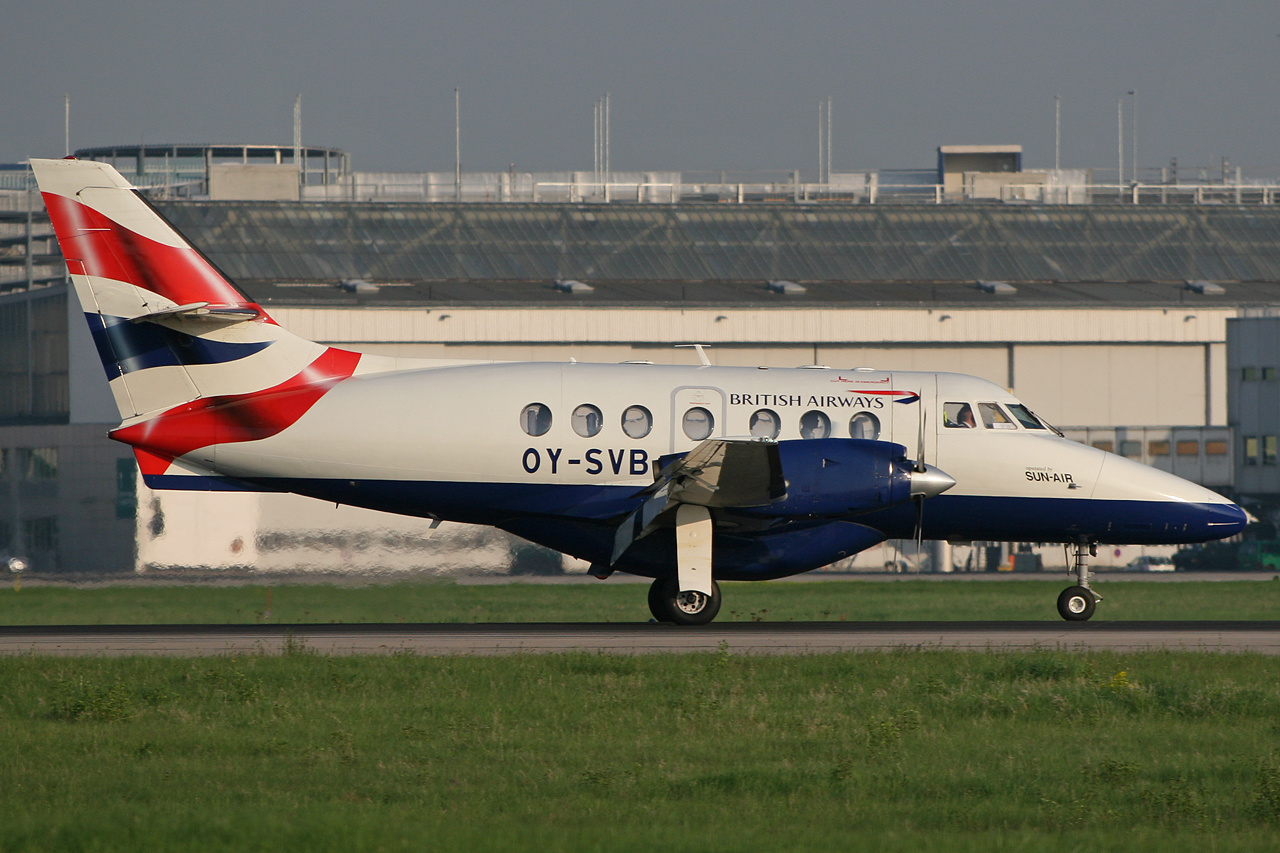
Jetstream 32 авиакомпании Sun Air of Scandinavia под брендом British Airways

### Текущие гражданские операторы
Колумбия
- Aerolínea de Antioquia
- SARPA
- Horizontal de aviación

 Венесуэла
- Transmandu

 Канада
- Pascan Aviation
- Starlink Aviation
- East Coast Airways
- Northwestern Air Lease
- InfinitAir

 Аргентина
- Aerochaco

 Австралия
- Aeropelican Air Services

 Бангладеш
- United Airways

 Эстония
- Avies

 Гондурас
- Aerolineas Sosa

 Исландия
- Flugfélagið Ernir

 Ямайка
- Skylan Airways

 Мексика
- Aero Pacífico[4]

 Нидерланды
- AIS Airlines[5]

 Новая Зеландия
- Vincent Aviation

 Норвегия
- Helitrans

 Филиппины
- Mid-Sea Express

 Швеция
- Barents Airlink
- Direktflyg

 Великобритания
- Amber Airways
- Blue Islands
- Manx2

 Замбия
- Proflight Commuter Services

 Доминиканская Республика
- Pan Am World Airways Dominicana

 Тринидад и Тобаго
- Briko Air Services

 Испания
- RyJet

### Прежние гражданские операторы
Норвегия
- Coast Air

 Финляндия
- Blue1

 Гаити
- SALSA d'Haiti
- Sunrise Airways
- Tortug' Air

 Новая Зеландия
- Origin Pacific Airways

 Польша
- Jet Air

 Румыния
- Angel Airlines

 Великобритания
- Brymon European Airways[6]

 США
- Corporate Airlines

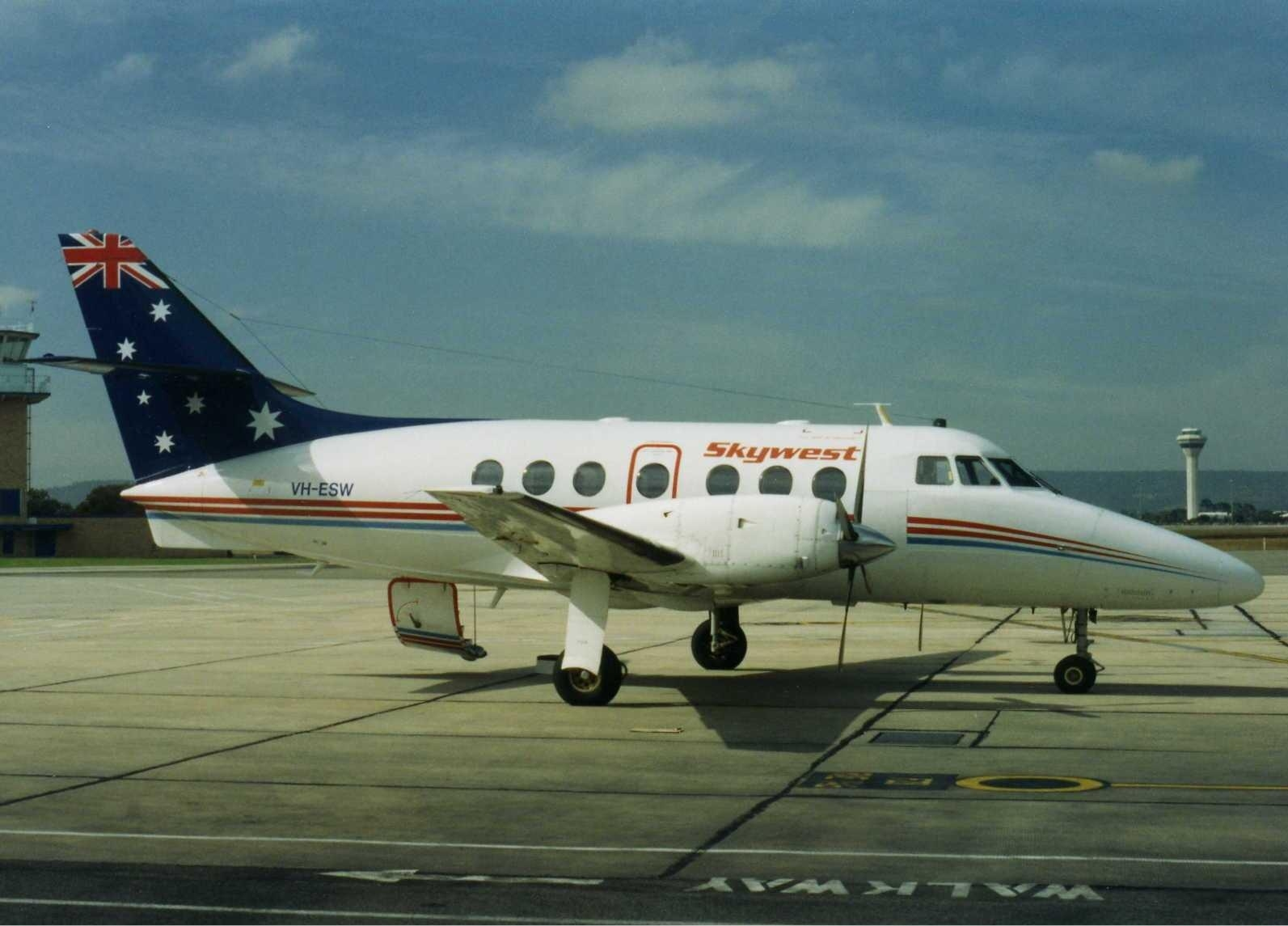
Jetstream 31 авиакомпании Skywest Airlines в аэропорту Перта (начало 1990-х)

- Mid Pacific Air (под брендом Reno Air Express)
- Pan American World Airways
- Trans States Airlines
- Express I Airlines
- Express II Airlines
- Atlantic Coast Airlines

 Австралия
- O'Connor Airlines
- Skywest Airlines

### Военные
Саудовская Аравия
- Королевские военно-воздушные силы Саудовской Аравии

### Прежние военные операторы
Великобритания
- Королевский военно-морской флот Великобритании — выведены из эксплуатации в 2011 году.

## Авиапроисшествия и несчастные случаи
- 26 сентября 1989 года, регулярный рейс 2415 авиакомпании North Pacific Airlines под брендом United Express. При выведении на посадочный курс аэропорта Трай-Ситиз[англ.] (штат Вашингтон) экипаж самолёта British Aerospace BAE-3101 (регистрационный N410UE) получил от диспетчера неверный курс, затем принял фатальное решение продолжить нестабилизированную инструментальную посадку в условиях обледенения. Лайнер потерял скорость и разбился неподалёку от взлётно-посадочной полосы аэропорта, погибли оба пилота и четверо пассажиров[7].
- 12 марта 1992 года. Самолёт British Aerospace BAE-3101 (регистрационный N165PC) авиакомпании CCAir под брендом USAir Express разбился при посадке в аэропорту Макги Тайсон (Ноксвилл, Теннесси). При заходке на посадку пилоты не выполнили чек-лист и забыли выпустить шасси. Погибли оба пилота, лайнер выполнял перегоночный рейс, поэтому пассажиров на борту не было[8].
- 01 декабря 1993 года. Самолёт Jetstream 31 (регистрационный N334PX) авиакомпании Express Airlines под брендом Northwest Airlink, следовавший регулярным рейсом 5719 из международного аэропорта Миннеаполис/Сент-Пол в аэропорт Хиббинг (Миннесота), при заходе на посадку в аэропорту назначения столкнулся с деревьями и упал на землю в трёх милях от взлётно-посадочной полосы. Погибли все 18 человек на борту. Причиной катастрофы стала ошибка командира корабля, вовремя не принявшего решения о начале снижения самолёта, дальнейшая потеря экипажем ориентировки по высоте при нестабилизированном выведении на посадку в условиях тёмного времени суток, тумана и ледяной изморози[9][10][11].
- 13 декабря 1994 года. Рейс 3379 авиакомпании Flagship Airlines под брендом American Eagle международный аэропорт Роли/Дарем—муниципальный аэропорт Гринсборо, самолёт Jetstream 32 (регистрационный номер N918AE). Лайнер потерпел крушение в районе города Моррисвилл в 11 километрах к юго-западу от международного аэропорта Роли/Дарем в режиме инструментального выведения на посадку (ILS)[12]. Командир корабля истолковал показание индикатора включенного зажигания левого мотора как его отказ, посчитав, что произошёл помпаж двигателя. Было принято решение прервать процедуру посадки, а дальнейшие ошибки в пилотировании привели к потере самолётом скорости и его столкновению с землёй. Из 20 человек на борту самолёта погибло 15, остальные пятеро получили серьёзные травмы[13][14].
- 12 мая 2000 года, чартерный рейс авиакомпании East Coast Aviation Services международный аэропорт Атлантик-Сити-международный аэропорт Уилкс-Барре/Скрентон (Пенсильвания), самолёт Jetstream 31, регистрационный номер N16EJ. В заходе на посадку на взлётно-посадочную полосу 04 аэропорта назначения вследствие низкой облачности и густого тумана экипаж принял решение об уходе на второй круг. При выполнении набора высоты возникли проблемы с двигателями. Пилоты доложили диспетчеру об обстановке обоих двигателей лайнера, после чего самолёт упал в лесу в девяти милях от ВПП и взорвался. Погибли все 19 человек, находившиеся на борту. Причину катастрофы установить не удалось, поскольку из-за неверной конфигурации питающего напряжения на самописце отсутствовала запись полёта на ленте[15].
- 8 июля 2000 года. Самолёт Jetstream 32EP (регистрационный N912FJ) авиакомпании Aerocaribe, выполнявший регулярный рейс 7831 из Тустла-Гутьерреса в Вильяэрмосу, упал в лесистой местности в 42 милях к югу от аэропорта назначения. Лайнер потерпел крушение вскоре после того, как пилот сообщил на землю о смене курса в обход плотных кучевых облаков. Погибли все 19 человек, находившиеся на борту самолёта.
- 19 октября 2004 года, рейс 5966 международный аэропорт Ламберт Сент-Луис (Миссури) — региональный аэропорт Кирксвилл (Миссури), Jetstream 31 (регистрационный N875JX). При заходе на посадку в ночных условиях самолёт шёл ниже глиссады, зацепил деревья и разбился перед взлётно-посадочной полосой аэропорта. Из 15 человек на борту погибло 13 человек. Наиболее вероятной причиной катастрофы считается ошибка экипажа, связанная с неспособностью пилотов провести визуальную ориентировку в ночных условиях[16][17].
- 18 ноября 2004 года, регулярный рейс 213 Эль-Вигия — международный аэропорт имени Симона Боливара авиакомпании Venezolana, Jetstream 31 (регистрационный YV-1083C). При совершении посадки на взлётно-посадочную полосу 09 аэропорта назначения самолёт врезался в пожарную станцию. На борту находился 21 человек, погибло четверо пассажиров[18].
- 8 февраля 2008 года. Самолёт British Aerospace Jetstream (регистрационный ZK-ECN) рейса 2279 авиакомпании Air National под брендом Eagle Airways. Спустя 10 минут после взлёта пассажир-сомалиец напал на пилотов и потребовал лететь в Австралию. Второй пилот сумел обезвредить нарушителя, экипаж благополучно посадил машину в международном аэропорту Крайстчерча. В результате инцидента пострадали оба пилота и ещё один пассажир самолёта.